# 伏見直江
伏見 直江（ふしみ なおえ、明治41年（1908年）11月10日 - 昭和57年（1982年）5月16日）は、日本の女優である。本名は伏見 直枝（読み同）、初期芸名は藤間 照子（ふじま てるこ）、霧島 直子（きりしま なおこ）。

## 来歴
1908年（明治41年）11月10日、東京府東京市深川区門前仲町（現在の東京都江東区門前仲町）、新派の俳優・伏見三郎を父に「伏見直枝」として生まれる。伏見信子は妹である。
1910年代初頭、3歳になるころには父の旅芝居で初舞台を踏んでいる。1923年（大正12年）、父の一座から離れ、のちに築地小劇場と呼ばれる小山内薫の劇団の研究生となる。同年、兵庫県芦屋の帝国キネマ演芸で松本英一監督の『山の力』に「藤間照子」の名で出演し、映画界にデビューする。1926年（大正15年）、松本英一監督の『銀の雨』に「霧島直子」の名で出演、以降、同社での芸名となった。市川百々之助と立廻りをやるのやらないので揉めて帝キネを退社。
1927年（昭和2年）、阪妻・立花・ユニヴァーサル聯合映画に移籍、「伏見直江」と芸名を変更、小沢得二監督の『兄貴』でのちの東宝のプロデューサー氷室徹平と共演する。同年、日活太秦撮影所に移籍、伊藤大輔監督の『忠次旅日記 御用篇』等に出演する。これが出世作となり、妖艶な女優として人気を得た。

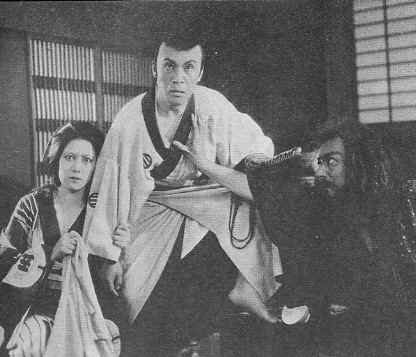
「新版大岡政談」左から直江、大河内傳次郎、高木永二

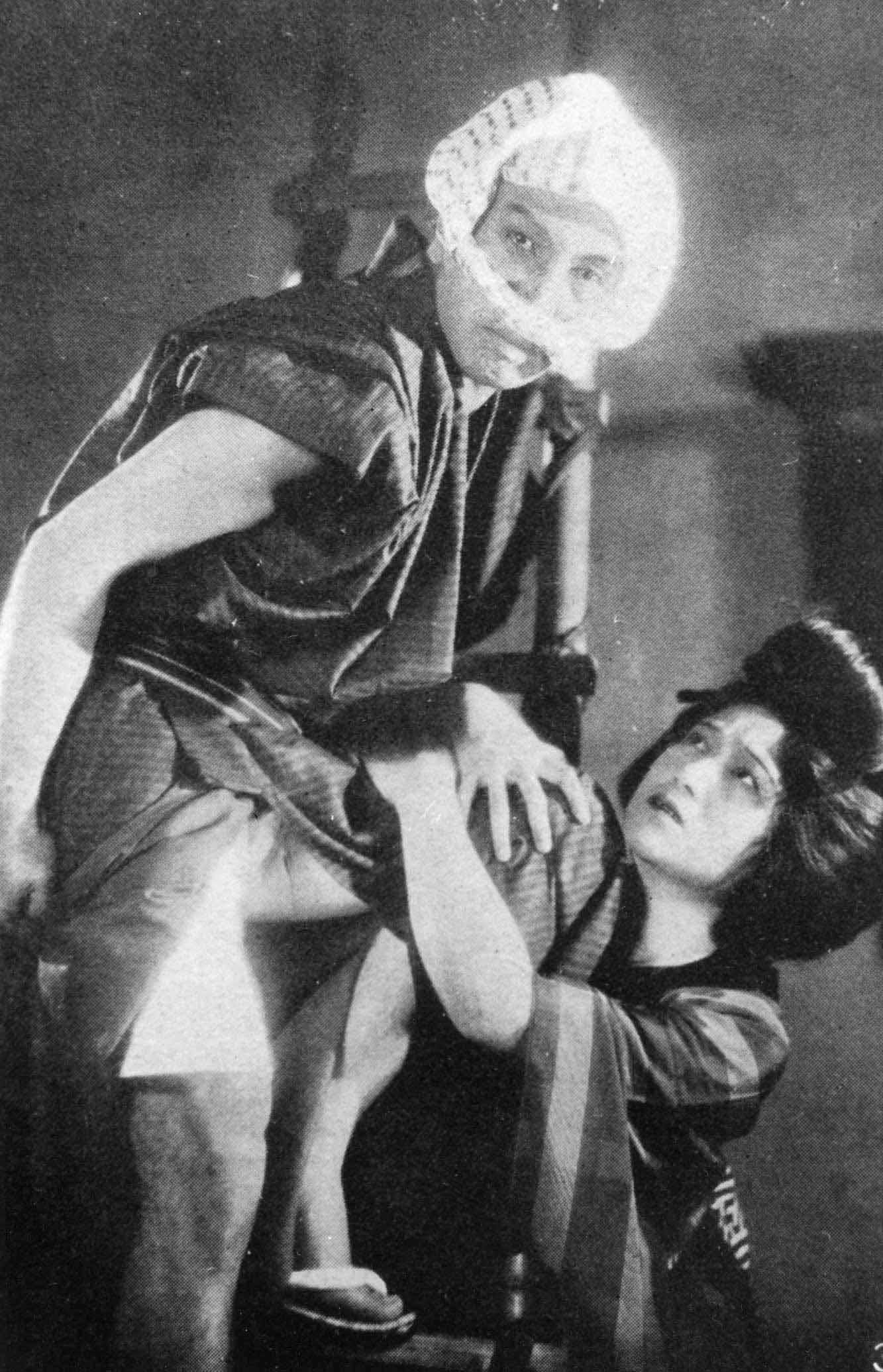
「御誂次郎吉格子」大河内傳次郎（左）

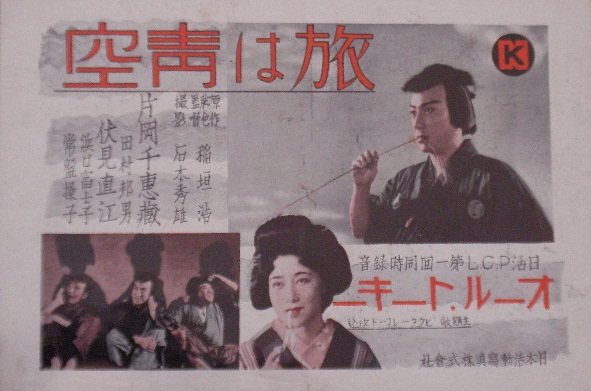
稲垣浩監督作品『旅は青空』、1932年、ポスター

第二次世界大戦後は、伏見直江一座を結成、海外公演を果たす。
1950年（昭和25年）、10年ぶりに映画界に復帰、冬島泰三監督の『女左膳 鍔鳴無刀流の巻』に出演、1972年（昭和47年）にも、勝新太郎監督の『新座頭市物語 折れた杖』に「老婆」役で出演している。
1970年代に映画評論家の辻久一は、大阪・曽根崎新地に店を出している晩年の伏見直江を尋ねたことがあると記している。1982年（昭和57年）5月16日、死去した。満73歳没。

## 人物・エピソード
日活時代劇の大スタアとして、大河内傳次郎の相手役を務め、伝法な役をやると精彩を放ち、「猛勇女優」として高い評価を受けた演技派だった。が、旅廻りの生活で小学教育を受けられず、妹の伏見信子とともに、ある時期まで文盲だった。土方梅子によると、築地小劇場に来た時にはすでに相当の演技力を持っていたが、築地のように台本を使って稽古する経験がなく、字が読めなかった。それでも、とても明るい性格でみんなに可愛がられ、手の空いている人たちが代わりあって、この姉妹に小学読本を教えたという。

## おもなフィルモグラフィ
- 『山の力』 : 監督松本英一、1923年 - 「藤間照子」名義
- 『銀の雨』 : 監督松本英一、1926年 - 「霧島直子」名義
- 『兄貴』 : 監督小沢得二、1927年 - 以降「伏見直江」名義
- 『忠次旅日記 御用篇』 : 監督・脚本伊藤大輔、1927年
- 『維新の京洛 竜の巻・虎の巻』 : 監督・脚本池田富保、1928年
- 『新版大岡政談 第一篇』 : 監督・脚本伊藤大輔、1928年
- 『新版大岡政談 第二篇』 : 監督・脚本伊藤大輔、1928年
- 『新版大岡政談 解決篇』 : 監督・脚本伊藤大輔、1928年
- 『御誂次郎吉格子』 : 監督・脚本伊藤大輔、1931年
- 『殉教血史 日本二十六聖人』 : 監督・脚本池田富保、1931年
- 『薩摩飛脚 東海篇』 : 監督・脚本伊藤大輔、1932年
- 『薩摩飛脚 剣光愛欲篇』 : 監督・脚本山中貞雄、1933年
- 『貞操問答』 : 監督鈴木重吉、1935年
- 『雪之丞変化 第一篇』 : 監督衣笠貞之助、脚本伊藤大輔、1935年
- 『雪之丞変化 第二篇』 : 監督・脚本衣笠貞之助、1936年
- 『雪之丞変化 解決篇』 : 監督・脚本衣笠貞之助、1936年
- 『雪之丞変化 闇太郎懺悔』 : 監督大曾根辰夫、脚本伊藤大輔、1939年
- 『月形半平太』 : 監督大曾根辰夫、応援監督・脚本衣笠貞之助、1939年
- 『女左膳 鍔鳴無刀流の巻』 : 監督冬島泰三、脚本井上梅次、1950年
- 『新座頭市物語 折れた杖』 : 監督勝新太郎、1972年

## 註
1. 1 2 3 4  『銀幕の顔』、清水晶、社会保険研究所、1991年9月 ISBN 4882492113, p.36-37.
2. 1 2 3 4 5 6 7  伏見直江、『講談社 日本人名大辞典』、講談社、コトバンク、2010年2月25日閲覧。
3. 1 2  伏見直江、キネマ旬報映画データベース、2010年2月25日閲覧。
4. ↑  『昭和4年度「日本俳優名鑑」映画俳優の部』、「芝居とキネマ」昭和4年1月号新春付録、1929年1月、「伏見直江」の項。
5. 1 2 3 4  伏見直江、日本映画データベース、2010年2月25日閲覧。
6. ↑  佐藤忠男・吉田智恵男『日本映画女優史』（フィルム・アートシアター）、芳賀書店、1975年、p.18
7. ↑  『週刊サンケイ臨時増刊 大殺陣 チャンバラ映画特集』（サンケイ出版）